# Natalie Nash
Natalie "Nat" Collins-Nash (apellido de soltera: Collins) es un personaje ficticio de la serie de televisión australiana Home and Away, interpretado por la actriz Antoinette Byron de 1999 hasta el 11 de octubre de 2000, anteriormente Natalie fue interpretada por la actriz Angelica la Bozzetta del 18 de febrero de 1998 hasta ese mismo año.

## Antecedentes
Natalie y su esposo Joel vivieron en la bahía pero se fueron diecisiete años atrás luego de que el padre de Joel y entrenador de Natación de Natalie, Jack Nash abusara de Natalie.

## Biografía
Natalie regresa a Summer Bay a principios de 1998 junto a su esposo Joel y sus dos hijos adolescentes Tom y Gypsy Nash, pronto se hace muy buena amiga del hermano de su esposo Travis y de su esposa Rebecca Nash.
Natalie entra al club de remo local pero una lesión la obliga a dejar de competir, pronto comienza a entrenar a su hijo Tom y le hace saber que no está de acuerdo con la rivalidad que tiene con Vinnie Patterson ya que el objetivo de toda competencia es dar lo mejor de sí mismo y no ganarle al contrincante.
Cuando Natalie descubre que su hija sale con Will Smith acepta su relación pero cuando conoce a la novia de Tom Sugar O'Donnell no le gusta. Natalie toma un trabajo como maestra de educación física luego de que el puesto fuera desocupado por su esposo Joel luego de que este se reincorporara a la fuerza policial. Durante su tiempo como maestra Natalie le comenta a Joel que le gustaría tener otro hijo, pero pronto descubren que Joel tiene un recuento bajo de espermatozoides por lo que es muy difícil que Natalie se vuelva a embarazar, lo que la deja triste.
La vida de su familia es pusta en peligro cuando David DiAngelo, un criminal que Joel había encarcelado años atrás decide vengarse y secuestra a Gypsy y a Natalie, Joel y Travis logran rescatar a Natalie y poco después la policía encuentra a Gypsy. poco después David incendia el hogar de los Nash con la familia adentro y aunque logran escapar se quedan sin casa. Travis les da un espacio en su casa y la familia se muda con él y Rebecca en el Caravan Park. Cuando Travis y Rebecca deciden mudarse a Canadá les dejan su hogar y pronto Joel y Natalie comienzan a cuidar a las jóvenes Justine Welles y Peta Janossi.
Gypsy termina con Will y comienza a salir con Jesse McGregor sin embargo una serie de malentendidos lleva a varios de los residentes de la bahía incluyendo a Alf Stewart y a Marilyn Chambers a creer que Natalie estaba teniendo una aventura con Jesse y poco después los rumores se aclaran. Natalie se ve atrapada en el drama de Jesse cuando este es buscado por la policía luego de robar un auto y le pide que cuide de su hija, Rachel mientras el huye, Joel se molesta con Natalie por haber ayudado a Jesse y decide reportarlo a sus superiores en la estación de policía.
Poco después de que Natalie visita a su madre en Queensland descubre que está embarazada, sin embargo las cosas comienzan a ponerse tensas cuando Colleen Stewart empieza a propagar rumores de que el bebé que estaba esperando Natalie no era de Joel. Cuando Joel se entera de los rumores decide confrontar a su esposa quien le revela que estos son ciertos y que durante su visita a Queensland tuvo una aventura con su amigo Glen Tanner, lo que deja destrozado y molesto a Joel.
Poco después Glen se aparece en la bahía para intentar convencer a Natalie que deje a su esposo y se vaya con él, sin embargo Natalie le dice que no está interesada y lo que pasó entre ellos fue un error. Cuando Gypsy ve a Glen tratando de agarrando la mano de su madre en un café se da cuenta de que tuvieron una aventura, lo que la altera poco después tiene un accidente automovilístico junto a su novio Charlie Nicholas quien muere por el impacto, Natalie se siente culpable por lo sucedido y le confiesa todo a Joel. Aunque al inicio ambos están dispuestos a tratar de salvar su matrimonio a Joel se le hace muy difícil y se separa de Natalie, por lo que Natalie decide mudarse a Queensland y se lleva a Rachel con ella.
En el 2000 Natalie da a luz a su hijo, Connor y cuando Joel descubre que Natalie le puso el apellido de Nash se molesta, algunos meses más tarde Joel tiene un accidente luego de que su pierna fuera aplastaba parcialmente durante un derrumbe de lodo, por lo que Natalie decide regresar a la bahía con Connor y aunque Joel ahora sale con Judith Ackroyd, Natalie le ofrece su apoyo y ayuda durante su rehabilitación en Queensland, sin embargo Joel la rechaza y Natalie decide irse.
Sin embargo ese mismo día Judith rompe con Joel cuando se da cuenta de que él sigue amando a Natalie y lo lleva con ella. Joel y Natalie se reconcilian pero Natalie pensando en que a los residentes de la bahía se les haría difícil aceptarla con Connor convence a Joel para que se regrese con ellos a Queensland y el acepta, Natalie también le ofrece a Gypsy irse con ella pero su hija decide quedarse en Summer Bay.